# Cencio II Frangipane
Cencio II Frangipane (fl. XII secolo) è stato un politico italiano figlio di Cencio I o di Giovanni e fratello di Leone. Fu il principale rappresentante della famiglia Frangipane di Roma all'inizio del XII secolo.

## Biografia
Nel 1118 interruppe il collegio cardinalizio tenuto in Santa Maria in Pallara al Palatino, vicino al suo castello, e fece arrestare il neoeletto papa Gelasio II e alcuni suoi seguaci. Il popolo si rivoltò contro questa decisione e fu costretto a rilasciare il papa. In quella notte, però, fu compromesso il rapporto tra i Frangipani e i riformatori gregoriani. Nella primavera del 1121 papa Callisto II distrusse la fortezza dei Frangipani a Roma e ne proibì la ricostruzione.
Nel 1124, in alleanza con il cardinale Aimerico di Santa Maria Nova, cancelliere pontificio e capo del partito riformista francese, Cencio costrinse l'elezione di papa Onorio II. Nel 1125 il papa gli concesse la contea di Ceccano, da dove saccheggiò l'abbazia di Montecassino. Nel 1128 Cencio e Aimerico si recarono insieme alla corte del conte Ruggero II di Sicilia per investirlo, su mandato del papa, del ducato di Puglia e Calabria.
Cencio in seguito ruppe con Aimerico. Il 14 febbraio 1130 fu eletto papa il candidato di Aimerico, Innocenzo II, anche se subito osteggiato dalla nobiltà romana, tra cui lo stesso Cencio, che il 18 maggio inviò una lettera a Lotario II di Supplimburgo, re dei Romani, chiedendogli di sostenere l'antipapa Anacleto II. Cencio fu esiliato dalla città per i successivi tre anni fino al suo ritorno il 4 giugno 1133 per assistere all'incoronazione imperiale di Lotario.